# As I Die
As I Die — мини-альбом группы Paradise Lost, выпущенный в 1992 году.
Записан в Longhome Studios. Трек Eternal записан в ходе европейского тура в поддержку альбома Shades of God в Амстердаме 2 июля 1992 года.

## Критика
Кристофер Андерсон отмечал появление на данном диске некоторого отхождения группы от сильного влияния дэт-метал-музыки, в частности, исполнение вокальных партий в песне «Rape of Virtue» не гроулом, а гитарные партии Макинтоша критик сравнивает со смесью барокко и готик-метала.

## Список композиций
| №                   | Название                 | Длительность |
| ------------------- | ------------------------ | ------------ |
| 1.                  | «As I Die»               | 3:46         |
| 2.                  | «Rape of Virtue»         | 4:48         |
| 3.                  | «Death Walks Behind You» | 6:30         |
| 4.                  | «Eternal (Live)»         | 4:29         |
| Общая длительность: | Общая длительность:      | 19:33        |

## Участники
- Nick Holmes — вокал
- Gregor Mackintosh — ведущая гитара
- Aaron Aedy — ритм-гитара
- Stephen Edmondson — бас
- Matthew Archer — ударные